# Saint-Lamain
Saint-Lamain település Franciaországban, Jura megyében. Lakosainak száma 120 fő (2022. január 1.). Saint-Lamain Toulouse-le-Château, Darbonnay, Frontenay, Mantry, Passenans, Saint-Lothain és Domblans községekkel határos.

## Népesség
A település népessége az elmúlt években az alábbi módon változott:
| Lakosok száma | 115  | 114  | 110  | 121  | 117  | 117  | 115  | 115  | 114  | 120  |
|               | 1968 | 1982 | 1990 | 2006 | 2013 | 2015 | 2017 | 2019 | 2020 | 2022 |